# Maliivka, Zolotonoșa
Maliivka (în ucraineană Маліївка) este un sat în comuna Kropîvna din raionul Zolotonoșa, regiunea Cerkasî, Ucraina.

## Demografie
Componența lingvistică a localității Maliivka
     Ucraineană (97,56%)
     Rusă (2,44%)
Conform recensământului din 2001, majoritatea populației localității Maliivka era vorbitoare de ucraineană (97,56%), existând în minoritate și vorbitori de rusă (2,44%).